# Podskórowate
Podskórowate (Hypodermatinae) – podrodzina owadów z rzędu muchówek i rodziny gzowatych. Larwy tych gzów są pasożytami zwierząt.
Wcześniej traktowane były jako odrębna rodzina Hypodermatidae. Badania filogenetyczne z 2001 wskazują, że stanowi ona grupę siostrzaną dla Oestrinae, a pozycję bazalną w jej obrębie zajmować może rodzaj Ochtonia. W sumie należy tu 9 następujących rodzajów:
- Hypoderma Latreille, 1818
- Ochotonia Grunin, 1968
- Oestroderma Portschinsky, 1887
- Oestromyia Brauer, 1860
- Pallasiomyia Rubtzov, 1939
- Pavlovskiata Grunin, 1949
- Portschinskia Semenov, 1902
- Przhevalskiana Grunin, 1948
- Strobiloestrus Brauer, 1892